# Alfa Romeo 8C Competizione
Alfa Romeo 8C Competizione je dvoudveřový supersportovní automobil italské automobilky Alfa Romeo. Jméno navazuje na legendární předválečný vůz Alfa Romeo 8C.

## Technická data
|                             | Alfa Romeo 8C Competizione  |
| --------------------------- | --------------------------- |
| Motor                       | Vidlicový osmiválec (V8)    |
| Válců/Ventilů               | 8/32 - tedy 4V na válec     |
| Objem (cm³)                 | 4 691                       |
| Výkon (kW (koní) při min−1) | 331 (450) při 7 000 ot./min |
| Kroutící moment (Nm/min−1)  | 470 / 4750 ot./min          |
| 0-100 km/h                  | 4,2 s                       |
| Max. rychlost (km/h)        | 292                         |
| Objem nádrže (l)            | 80                          |
| Hmotnost (kg)               | 1 400                       |